# 苏州市农业科学院
31°27′14″N 120°25′12″E / 31.45386°N 120.42011°E
苏州市农业科学院，原称江苏太湖地区农业科学研究所，位于中华人民共和国江苏省无锡市新吴区沙墩港桥太湖地区，是苏州市政府下辖的一个科研机构。

## 特点
2009年4月，苏州市机构编制委员会办公室发文，将江苏太湖地区农业科学研究所更名为苏州市农业科学院，同时增挂江苏太湖地区农科所牌子，为苏州市政府直属正处级建制事业单位。2014年，苏州市农业科学院主要从事农业研究，其“苏粳9号”、“苏油8号”通过省级品种审定，其中苏粳9号在首届江苏好品种评选活动中获粳稻优质米品尝评比银奖。